# Technos (relojes)
La marca de relojes Technos está registrada y se utilizó desde 1924 en una serie de relojes mecánicos y automáticos. Después de la Segunda Guerra Mundial, la marca obtuvo importantes cuotas de mercado, principalmente en Japón y Brasil. Como muchas otras marcas de relojes suizos, estuvo al borde de la desaparición durante la crisis del cuarzo de la década de 1970, provocada por irrupción en el mercado relojero de las empresas japonesas. Poco a poco ha ido reviviendo en el mercado brasileño.

## Historia

### M. Gunziger-Hug S.A.
La empresa fue fundada en 1900 con el nombre de "M. Gunzinger-Hug" por Melchior Gunzinger, en Welschenrohr, una localidad del Jura suizo en el cantón de Soleura.

### Hermanos Gunziger S.A.
El hijo de Melchor, Joseph Gunzinger, se hizo cargo del pequeño establecimiento relojero familiar en 1920 y cambió su nombre por el de “Gunzinger Frères SA”.
En 1924, registró la marca Technos y comenzó a fabricar y exportar relojes con esa marca, y la empresa se convirtió en una firma reconocida y con gran demanda. La compañía vivió una fuerte etapa de expansión, convirtiéndose casi en el único empleador de la región donde estaba localizada. En 1970, cuando Josef Gunzinger vendió la empresa a la General Watch Co, empleaba a 450 personas y exportaba a todo el mundo, pero principalmente a Japón y Brasil.
Sin embargo, rápidamente comenzó el declive de la compañía en la década de 1970 a consecuencia de la denominada crisis del cuarzo. Technos perdió gradualmente su cuota de mercado, y en 1976 solo desde Japón todavía se realizaban algunos pedidos.
En 1977, la empresa fue trasladada a Biena, a la fábrica de Montres Edox SA. Ambas organizaciones fueron reestructuradas bajo una nueva dirección para sobrevivir a la crisis. En 1980, Certina también se unió a esta estructura empresarial.

### Hermanos Gunziger S.A. Montres Technos CO, Welschenrohr
En 1982, la empresa fue vendida con todos los derechos de la marca Technos y otros que formaban parte de su patrimonio a su antiguo socio comercial: la empresa importadora japonesa Heiwado & Co de Tokio, que cambió de nombre. Los nuevos propietarios otorgaron una licencia limitada para usar la marca a la empresa importadora brasileña, autorizándola a producir y vender sus propios relojes Technos en Brasil.
En 1995, la empresa Technos vendió los derechos de la marca para Brasil, toda Sudamérica y el Caribe a TECHNOS RELÓGIOS SA. En 2002, la venta de los restantes derechos mundiales convirtió a la empresa brasileña en propietaria exclusiva de todos los derechos.
Sin embargo, la empresa Gunzinger Frères SA Montres TECHNOS CO, Welschenrohr, con domicilio en su pueblo original, todavía existe para ofrecer servicio posventa a los numerosos relojes Technos Swiss Made vendidos en Japón entre 1955 y 2002.

### Technos relógios S.A.
La presencia de la marca Technos comenzó en Brasil en 1956, cuando Centauro Importadora de Rio Grande do Sul inició su representación con el lema "El suizo más puntual del mundo". Conocida como Technos relógios S.A., y su empresa matriz, Technos da Amazônia Indústria e Comércio Ltda, ambas al 100 % brasileñas, producen alrededor de un millón de relojes al año en su fábrica de Manaus. Los relojes Technos están equipados con movimientos Citizen y, por lo tanto, ya no reciben la calificación Swiss Made.
Technos se ha convertido en la marca líder en Brasil, con una participación de mercado del 35 %. Fue la primera empresa de su sector de actividad en obtener la certificación ISO 9002, y ha recibido en más de 26 ocasiones el premio “Mérito Lojista”.

### Technos da Amazonia Swiss SARL
Technos Brasil posee los derechos mundiales de la marca a través de su filial suiza de Neuchâtel.

## Lecturas recomendadas
- Welschenrohr.f Ein Stück Wirtschaftsgeschichte aus dem Kanton Solothurn. (Technos W.) Sol. Ztg. 1950, Nr. 220, v. 22. Sept.
- Technos. 50 Jahre Gebrüder Gunzinger A. G., W. 1900—1950. Sol. 1950
- Jahrbuch für Solothurnische Geschichte 73. Band, 2000, pages 117-177, "Aufstieg und Niedergang der Uhrenindustrie in Welschenrohr", par Christof Schmid, révisé par Urban Fink - Vogt-Schild/Habegger Medien AG, Solothurn, Switzerland
- Fleissige Hände, Uhrenindustrie in Welschenrohr und im Thal" (1880-1980), par Urban Fink, 2000, Gemeindekanzlei Welschenrohr, Switzerland